# محوطه گورستان روستای خراس
محوطه قبرستان روستای خراس مربوط به هزاره اول قبل از میلاد است و در شهرستان قزوین، روستای خراس واقع شده و این اثر در تاریخ ۲۵ اسفند ۱۳۸۰ با شمارهٔ ثبت ۵۵۶۰ به‌عنوان یکی از آثار ملی ایران به ثبت رسیده است.